# Constance Fox Talbotová
Constance Fox Talbotová (nepřechýleně Constance Fox Talbot, rozená Mundy; 30. ledna 1811 Markeaton – 9. září 1880) byla od roku 1832 manželka vynálezce Williama Henryho Foxe Talbota, jedna z klíčových postav ve vývoji fotografie ve 30. a 40. letech 19. století. Ona sama krátce experimentovala s tímto procesem už v roce 1839 a je považována za první ženu fotografku, která kdy pořídila fotografii – mlhavý portrétní snímek irského básníka Thomase Moora.
Constance, která přišla z Markeatonu v Derbyshire, byla nejmladší dcerou Francise Mundyho (1771–1837), člena parlamentu z let 1822–1831.
Zemřela 9. září 1880 ve věku 69 let.

## Kdo je první fotografka
Některé zdroje tvrdí, že byla první žena fotografka byla Anna Atkinsová. Jiné zdroje jako první fotografku uvádějí Constance Talbotovou. Jelikož se nedochoval žádný snímek pořízený fotoaparátem Anny Atkinsové ani žádná fotografie Constance Talbotové, tato záležitost se pravděpodobně nikdy nevyřeší.